# Барский сахарный завод
Барский сахарный завод — предприятие пищевой промышленности в городе Бар Барского района Винницкой области.

## История
Сахарный завод был построен в 1900 году в заштатном городе Бар Могилёвского уезда Подольской губернии Российской империи и стал крупнейшим предприятием (на нём работали 400 из 658 рабочих города). Сырьём для производства сахара являлась сахарная свекла, которую выращивали в уезде.
Во время первой русской революции 1905 - 1907 гг. в мае 1905 года в Баре имела место всеобщая стачка сельскохозяйственных работников, в которой участвовали рабочие сахарного завода. Участники требовали повысить заработную плату и препятствовали привлечению к выполнению работ нанятых работников из других районов.
После начала первой мировой войны город оказался в тылах действующей армии.
После Февральской революции, в апреле 1917 года был создан профсоюз рабочих сахарного завода. При участии войск гарнизона (здесь располагалось управление 7-й армии) здесь был создан Совет рабочих, крестьянских и солдатских депутатов, в мае 1917 года установивший на предприятиях города 8-часовой рабочий день. В дальнейшем город оказался в зоне боевых действий гражданской войны и власть здесь несколько раз менялась. 

### 1918 - 1991
В феврале 1918 года Бар был оккупирован австро-немецкими войсками (которые оставались здесь до ноября 1918 года). В это время здесь была создана большевистская подпольная организация, в ночь на 20 августа 1918 года начавшая вооружённое восстание против оккупантов и их пособников. Ядро повстанцев составляли рабочие сахарного завода. Выступление было жестоко подавлено.
В ходе советско-польской войны в апреле 1920 года Бар захватили наступавшие польские войска, но 24 июня 1920 года они были выбиты частями РККА. После восстановления Советской власти началось восстановление разрушенных предприятий города (при этом на сахарном заводе и других предприятиях были организованы кружки для ликвидации неграмотности).
В 1923 году сахарный завод возобновил работу.
В ходе индустриализации 1930-х годов в городе была построена электростанция (в 1936 году введенная в эксплуатацию, после чего промышленные предприятия были электрифицированы), а сахарный завод - реконструирован и расширен. Кроме того, был построен заводской клуб.
В 1939 году на Барском сахарном заводе работало 282 человека. Производственная мощность завода в 1940 году составила 13 тыс. тонн сахара.
В ходе Великой Отечественной войны 16 июля 1941 года Бар был оккупирован наступавшими немецкими войсками. Созданная в городе советская подпольная организация организовала несколько аварий на сахарном заводе с целью затруднить его использование в интересах оккупантов.
25 марта 1944 года Бар был освобождён советскими войсками, и уже в этом году сахарный завод, обеспечивавшая его электроэнергией городская электростанция и несколько других предприятий города были восстановлены и возобновили работу.
После войны был восстановлен заводской клуб Барского сахарного завода. 
Позднее, сахарный завод был реконструирован и получил новое оборудование. В результате, мощность завода была увеличена с 20 тыс. тонн сахара в 1960 году до 26 тыс. тонн сахара в 1971 году.
В целом, в советское время Барский сахарный завод входил в число ведущих предприятий города, на его балансе находились объекты социальной инфраструктуры.

### После 1991
После провозглашения независимости Украины завод перешёл в ведение Государственного комитета пищевой промышленности Украины.
В мае 1995 года Кабинет министров Украины утвердил решение о приватизации сахарного завода. В дальнейшем, государственное предприятие было преобразовано в открытое акционерное общество.
В июне 1999 года арбитражный суд Винницкой области возбудил дело о банкротстве завода. В дальнейшем, завод был реорганизован в общество с ограниченной ответственностью.